# Dólar de las Islas Cook
El dólar de la Islas Cook es la moneda de las Islas Cook, junto con el dólar neozelandés y en paridad con este. El dólar se subdivide en 100 centavos, aunque algunas monedas de 50 centavos llevan la denominación como 50 Tene.

## Historia
Hasta 1967, la libra de Nueva Zelandia se había utilizado en las Islas Cook, cuando fue sustituido por el dólar de Nueva Zelanda. En 1972, las monedas fueron emitidas específicamente para las Islas Cook y los billetes de banco que aparecieron en 1987. El dólar de las Islas Cook está vinculado a la par con el dólar de Nueva Zelanda. 

## Monedas
- En 1972 se introdujeron monedas de bronce de 1 y 2 centavos, y de cuproníquel de 5, 10, 20, 50 centavos y 1 dólar. Todas eran del mismo tamaño y composición que las correspondientes monedas de Nueva Zelanda. En 1983, la producción de las monedas de 1 y 2 céntavos acabó.
- En 1987 se introdujeron monedas de 1 dólar en forma de vieira, de 2 dólares triangulares y de 5 dólares dodecagonales, siendo las de 1 y 2 dólares en cupro-níquel y las de 5 dólares en aluminio-bronce.

| Valor     | Diámetro | Composición  | 1972–2010 | 1972–2010                                       |
| Valor     | Diámetro | Composición  | Anverso   | Reverso                                         |
| --------- | -------- | ------------ | --------- | ----------------------------------------------- |
| 1 cent    | 18 mm    | Bronce       | Reina     | Hoja de Taro                                    |
| 2 cents   | 21 mm    | Bronce       | Reina     | Piña                                            |
| 5 cents   | 19 mm    | Cupronickel  | Reina     | Flor Hibiscus                                   |
| 10 cents  | 24 mm    | Cupronickel  | Reina     | Rama naranjo                                    |
| 20 cents  | 29 mm    | Cupronickel  | Reina     | Golondrina marina                               |
| 50 cents  | 32 mm    | Cupronickel  | Reina     | Bonito (1972–87; 1992) Tortuga marina (1988–94) |
| 1 dólar   | 30 mm    | Cupronickel  | Reina     | Tangaroa, dios del mar                          |
| 2 dólares | 27 mm    | Cupronickel  | Reina     | Mesa                                            |
| 5 dólares | 33 mm    | Níquel-latón | Reina     | Concha                                          |

| Valor     | Diámetro | Composición     | 2015    | 2015              |
| Valor     | Diámetro | Composición     | Anverso | Reverso           |
| --------- | -------- | --------------- | ------- | ----------------- |
| 10 cents  | 19 mm    | Acero niquelado | Reina   | Rama naranjo      |
| 20 cents  | 21 mm    | Acero niquelado | Reina   | Golondrina marina |
| 50 cents  | 24.2 mm  | Acero niquelado | Reina   | Atún              |
| 1 dolár   | 28.52 mm | Níquel-latón    | Reina   | Tangaroa          |
| 2 dólares | 23.89 mm | Níquel-latón    | Reina   | Mortero           |
| 5 dólares | 28.75 mm | Níquel-latón    | Reina   | Vaka (velero)     |

## Billetes
En 1987 el gobierno presentó una nueva serie de billetes de 3, 10 y 20 dólares, seguidos por el billete de 50 dólares en 1992. Estos billetes fueron impresos hasta 1995. Los isleños actualmente están usando más los billetes de Nueva Zelanda, a pesar de que los billetes de las Islas Cook continúan teniendo curso legal.